# Izba Tradycji i Kultury Dawnej w Siewierzu
Izba Tradycji i Kultury Dawnej w Siewierzu – muzeum położone w Siewierzu. Placówka jest miejską jednostką organizacyjną.
Placówka powstała w 2005 roku, a jej siedzibą jest dworek z XVIII wieku, położony przy historycznym Trakcie Biskupim, łączącym Siewierz z Krakowem. W ramach wystawy prezentowane są eksponaty archeologiczne, sztuki i rękodzieła, dawnego rzemiosła oraz pamiątki historyczne. W izbie zobaczyć można makiety: siewierskiego zamku, ukazującą jego stan na koniec XVIII wieku oraz nieistniejącego, XVI-wiecznego ratusza. 
Muzeum jest czynna od poniedziałku do piątku w okresie od kwietnia do października. Wstęp jest płatny. Od lipca 2011 roku w budynku izby działa Punkt Informacji Turystycznej.